# Truncatoflabellum pusillum
Espèce
Statut CITES
Truncatoflabellum pusillum est une espèce de coraux appartenant à la famille des Flabellidae.